# Васьково (Плоскошское сельское поселение)
Ва́ськово — деревня в Торопецком районе Тверской области России. Входит в состав Плоскошского сельского поселения.

## История
До 2005 года деревня входила в состав ныне упразднённого Краснополецкого сельского округа.

## География

### Расположение
Деревня расположена в северо-восточной части района. Находится в 54 километрах к северо-западу от районного центра Торопец и в 10 километрах к северо-востоку от центра сельского поселения, посёлка Плоскошь.

### Климат
Деревня, как и весь район, относится к умеренному поясу северного полушария и находится в области переходного климата от океанического к материковому. Лето с температурным режимом +15…+20 °С (днём +20…+25 °С), зима умеренно-морозная −10…−15 °С; при вторжении арктического воздуха до −30…-40 °С.
Среднегодовая скорость ветра 3,5—4,2 метра в секунду.

### Часовой пояс
Деревня Васьково, как и вся Тверская область находится в часовой зоне МСК (московское время). Смещение применяемого времени относительно UTC составляет +3:00.

## Население
| 2010 |
| ---- |
| 0    |